# Paul Pimsleur
Paul Pimsleur (17. října 1927 – 22. června 1976) byl americký akademik, který se věnoval problematice aplikované lingvistiky.

## Život
Vyrůstal v New Yorku, kde získal bakalářský titul na City College of New York, titul Ph.D získal ve Francii. Magisterské vzdělání v oboru psychologické statistiky získal na Kolumbijské univerzitě.
Jeho první praxe byla výuka francouzské fonetiky na Kalifornské univerzitě v Los Angeles. Po odchodu z univerzity pracoval na fakultách na Ohijské státní univerzitě, kde vyučoval francouzštinu a další cizí jazyky. V této době byl vzdělávací program výuky cizích jazyků jedním z hlavních doktorských studijních programů v této oblasti ve Spojených státech amerických. Zřídil jednu z největších jazykových laboratoří ve Spojených státech amerických a ve spolupráci s telekomunikační společností Bellových laboratoří v Ohiu umožnil studium jazyků vlastním tempem a přes telefon.
Později se stal profesorem na The State University v New Yorku, kde zastával dvě profesorské pozice na francouzské a vzdělávací katedře. V roce 1968 a 1969 byl zakládajícím členem americké rady pro výuku cizích jazyků. Působil rovněž jako lektor na Univerzitě v Heidelbergu. Zkoumal psychologii výuky jazyků a v roce 1969 byl přednášejícím na mezinárodním kongresu aplikované lingvistiky (International Congress of Applied Linguistics).
Jeho výzkum byl zaměřen na porozumění vzdělávání jazyků, zvláště přirozené výuce jazyků u dětí, které mluví aniž by znaly formální gramatická pravidla. Pro tento výzkum studoval postup ve výuce u skupiny dětí, dospělých a vícejazyčných dospělých. Výsledkem jeho výzkumu byl Pimslerův jazykový systém. Jeho knihy a články měly dopad na teorie jazykového vzdělávání a výuky.
V letech od 1958 do 1966 přezkoumal předchozí zveřejněné studie, které se týkaly lingvistických a psychologických faktorů zapojených do vzdělávání jazyků. Organizoval také několik vlastních studií. Roku 1963 se stal spoluautorem monografie s názvem Underachievement in Foreign Language Learning. Publikaci zveřejnila organizace Modern Language Association of America.
Svým výzkumem nalezl tři faktory, které mohou být měřeny a vyhodnocovány: slovní inteligenci, sluchové schopnosti a motivaci. Spolu se svými kolegy vyvinu Pimsleur Language Aptitude Battery (PLAB), založený na těchto tří faktorech, pro posouzení jazykových schopností. Byl jedním z prvních vyučujících cizích jazyků, který ukázal zájem a pochopení pro studenty s obtížemi při vzdělávání cizího jazyka. Dnes je systém PLAB využíván pro výuku cizích jazyků.
Zemřel neočekávaně na zástavu srdce během své návštěvy Francie v roce 1976. Jeho dcera Julia Pimsleurová pokračovala ve výuce jazyků pomocí DVD pro malé děti s názvem „Little Pim“. Paulův partner Charles Heinle pokračoval ve vývoji Pimsleurových kurzů. V roce 1997 pak prodal firmu společnosti Simon & Schuster Audio.